# آی‌سی‌دی-۱۱
آی‌سی‌دی-۱۱(به فارسی: طبقه بندی بین المللی آماری بیماری‌ها-بازنگری۱۱) (به انگلیسی: ICD-11)، (به چینی: 国际疾病统计分类-第11版)، (به فرانسوی: Classification statistique internationale des maladies-11e édition)، (به عربی: التصنيف الإحصائي الدولي للأمراض–الطبعة الحادية عشرة) و (به اسپانیایی: Clasificación estadística internacional de enfermedades-11ª edición) یازدهمین بازنگری در طبقه‌بندی بین‌المللی آماری بیماری‌ها است که در ۲۵ مه ۲۰۱۹ توسط مجمع جهانی بهداشت تأیید شده‌است و از ۱ ژانویه ۲۰۲۲ رسماً جایگزین نسخه دهم آی‌سی‌دی می‌شود.
این کتاب طبقه بندی بیماری ها در حدود 17000 کد برای بیماری های مختلف اختصاص داده است که هر کد با یک عنوان تعریفی برای بیماری متناظر بوده و توضیحاتی در مورد نشانه های بیماری نیز در بخش توضیحات دارد.

## تعاریف کلی
ICD-11 یازدهمین ویرایش طبقه بندی بین المللی بیماری ها(موسوم به:ICD)است.این طبقه بندی شناخته شده ترین، معتبرترین، پراستنادترین و بزرگترین مرجع انواع بیماری ها می باشد. این استاندارد جایگزین نسخه پیشین یعنی ICD-10 به عنوان استاندارد جهانی برای ثبت اطلاعات بهداشتی و علل مرگ می شود. ICD توسط سازمان بهداشت جهانی(WHO) توسعه یافته و سالانه به‌روزرسانی(آپدیت) می شود. توسعه ICD-11 در سال ۲۰۰۷ آغاز شد و بیش از یک دهه کار را در بر گرفت که شامل بیش از ۳۰۰ متخصص از ۵۵ کشور بود که به ۳۰ گروه کاری تقسیم شدند، با ۱۰ هزار پیشنهاد دیگر از همه افراد در سراسر جهان. پس از یک نسخه آلفا در می ۲۰۱۱ و یک پیش نویس بتا در می ۲۰۱۲، یک نسخه پایدار از ICD-11 در ۱۸ ژوئن ۲۰۱۸ منتشر شد، و به طور رسمی توسط همه اعضای WHO در طول هفتاد و دومین مجمع جهانی بهداشت در ۲۵ می ۲۰۱۹ تایید شد. ICD-11 یک مجموعه زیست شناسی بزرگ است که از حدود ۸۵ هزار موجودیت تشکیل شده است که کلاس ها یا گره‌ ها نیز نامیده می شوند. یک نهاد می تواند هر چیزی باشد که به مراقبت های بهداشتی مرتبط باشد. معمولاً نشان دهنده یک بیماری یا یک پاتوژن است، اما همچنین می تواند یک علامت مجزا یا ناهنجاری(تکاملی) بدن باشد. همچنین کلاس هایی برای دلایل تماس با خدمات بهداشتی، شرایط اجتماعی بیمار و علل خارجی آسیب یا مرگ وجود دارد. ICD-11 بخشی از WHO-FIC، خانواده ای از طبقه بندی های پزشکی است. WHO-FIC شامل مؤلفه بنیادی است که شامل همه نهادها از همه طبقه بندی های تأیید شده توسط WHO است. بنیاد هسته مشترکی است که همه طبقه بندی ها از آن مشتق شده اند. به عنوان مثال، ICD-O یک طبقه بندی مشتق شده است که برای استفاده در سرطان شناسی بهینه شده است. مشتق اولیه بنیاد ICD-11 MMS نامیده می شود، و این سیستم است که معمولاً به سادگی "ICD-11" نامیده می شود. MMS مخفف Mortality and Morbidity Statistics(به فارسی: آمار مرگ و میر و عوارض) است. ICD-11 تحت مجوز Creative Commons BY-ND توزیع شده است. ICD-11 رسماً در ۱ ژانویه ۲۰۲۲ اجرا شد. در فوریه ۲۰۲۲، WHO اعلام کرد که ۳۵ کشور به طور فعال از ICD-11 استفاده می کنند. در ۱۴ فوریه ۲۰۲۳، آنها گزارش دادند که ۶۴ کشور "در مراحل مختلف اجرای ICD-11 هستند". طبق یک مقاله JAMA از ژوئیه ۲۰۲۳، اجرا در ایالات متحده حداقل به ۴ تا ۵ سال نیاز دارد. ICD-11 MMS را می توان به صورت آنلاین در وب سایت WHO مشاهده کرد. جدای از این، سایت دو پلتفرم تعمیر و نگهداری ارائه می دهد: پلتفرم تعمیر و نگهداری ICD-11 و بستر تعمیر و نگهداری بنیاد WHO-FIC. کاربران می توانند پیشنهادات مبتنی بر شواهد را برای بهبود WHO-FIC، یعنی ICD-11، ICF و ICHI ارائه دهند.

## فصل‌ها
| طبقه‌بندی بین‌المللی آماری بیماری‌ها ویرایش ۱۱ | طبقه‌بندی بین‌المللی آماری بیماری‌ها ویرایش ۱۱ | طبقه‌بندی بین‌المللی آماری بیماری‌ها ویرایش ۱۱                |
| فصل                                         | بلوک                                        | عنوان                                                      |
| ------------------------------------------- | ------------------------------------------- | ---------------------------------------------------------- |
| ۱                                           | 1A00–1H0Z                                   | برخی بیماری‌های عفونی و انگلی                               |
| ۲                                           | 2A00–2F9Z                                   | سرطان و تومور                                              |
| ۳                                           | 3A00–3C0Z                                   | بیماری‌های خون و اجزای تشکیل دهنده خون                      |
| ۴                                           | 4A00–4B4Z                                   | بیماری‌های سیستم ایمنی بدن                                  |
| ۵                                           | 5A00–5D46                                   | بیماری‌های غدد درون‌ریز، تغذیه یا اختلالات متابولیک          |
| ۶                                           | 6A00–6E8Z                                   | اختلالات روانی، رفتاری یا اختلال عصبی تکوینی               |
| ۷                                           | 7A00–7B2Z                                   | اختلالات خواب و بیداری                                     |
| ۸                                           | 8A00–8E7Z                                   | بیماری‌های سیستم عصبی                                       |
| ۹                                           | 9A00–9E1Z                                   | بیماری‌های سیستم بینایی                                     |
| ۱۰                                          | AA00–AC0Z                                   | بیماری‌های گوش و روند ماستوئید                              |
| ۱۱                                          | BA00–BE2Z                                   | بیماری‌های دستگاه گردش خون                                  |
| ۱۲                                          | CA00–CB7Z                                   | بیماری‌های دستگاه تنفسی                                     |
| ۱۳                                          | DA00–DE2Z                                   | بیماری‌های دستگاه گوارش                                     |
| ۱۴                                          | EA00–EM0Z                                   | بیماری‌های پوست                                             |
| ۱۵                                          | FA00–FC0Z                                   | بیماری‌های سیستم اسکلتی عضلانی و بافت همبند                 |
| ۱۶                                          | GA00–GC8Z                                   | بیماری‌های سیستم ادراری تناسلی                              |
| ۱۷                                          | HA00–HA8Z                                   | شرایط مربوط به سلامت جنسی                                  |
| ۱۸                                          | JA00–JB6Z                                   | بیماری‌های بارداری، زایمان و نازایی                         |
| ۱۹                                          | KA00–KD5Z                                   | شرایط خاصی که منشأ آن قبل یا اندکی بعد از زایمان باشد      |
| ۲۰                                          | LA00–LD9Z                                   | ناهنجاری‌های ژنتیکی و رشد                                   |
| ۲۱                                          | MA00–MH2Y                                   | علایم، نشانه‌ها و یافته‌های بالینی طبقه‌بندی نشده             |
| ۲۲                                          | NA00–NF2Z                                   | آسیب دیدگی، مسمومیت و برخی پیامدهای دیگر ناشی از علل خارجی |
| ۲۳                                          | PA00–PL2Z                                   | علل خارجی مرگ و میر                                        |
| ۲۴                                          | QA00–QF4Z                                   | عوامل مؤثر بر سلامت و تماس با خدمات بهداشتی و درمانی       |
| ۲۵                                          | RA00–RA26                                   | کدهایی برای مقاصد خاص                                      |
| ۲۶                                          | SA00–SJ3Z                                   | شرایط طب سنتی - بخش تکمیلی (ماژول I)                       |
| V                                           | VA00–VC50                                   | ارزیابی عملکرد - بخش تکمیلی                                |
| X                                           | ---                                         | کدهای داخلی                                                |